# Омский государственный цирк
О́мский госуда́рственный цирк — стационарный цирк, находящийся на проспекте Маркса в Омске. Вместимость — 1500 мест.
Планируется, что после реконструкции цирк будет использоваться для проведения разнообразных мероприятий (симпозиумов, фестивалей), в том числе кинофестиваля «Движение». При этом цирковая деятельность останется основной.

## История
История омского цирка началась в 1898 году, когда в новом деревянном здании на нынешней улице Партизанской начал давать представления цирк-театр купца Сичкарева.
Здесь проходили не только цирковые представления, но и спектакли театральной труппы Долина. В цирке Сичкарева омичи увидели первые сеансы кинематографа. В зале помещалось 800 зрителей, его сцену приходилось постоянно перестраивать: для одного представления была нужна арена, для другого - театральная сцена, а при необходимости перед амфитеатром устанавливали киноэкран.
В 1908 году, когда на Казачьей площади для цирка было построено отдельное здание, цирк-театр Сичкарева прекратил свое существование.
В 1909 году специально для выступлений знаменитого Сибирского цирка Стрепетова на Казачьей площади возвели временное здание, в которое постепенно перекочевали все омские цирковые артисты.
Капитальное здание было построено в конце 1918 года на средства известного в то время циркового артиста Ивана Яго и стало называться «Спорт-Палас».
В 1920 году частный цирк был ликвидирован.  В 1922 году на Казачьей площади появился советский цирк, который был призван стать «подлинным очагом социалистической культуры».
В 1930-е годы у цирка появился новый купол.
Пока в Омске не было концертного зала, именно в цирке, где была отличная акустика, проводились концерты. В его стенах, в частности, выступали Мстислав Ростропович и Галина Вишневская.
В годы Великой Отечественной войны в город был эвакуирован белорусский государственный цирк из Минска.
В конце 1973 года было сдано в эксплуатацию новое здание цирка, а в старом почти сразу же после того, как построили новое, произошел пожар. Руины старого цирка  снесли только в 1984 году.
Современное здание омского цирка строилось несколько лет - с 1969 по 1973 год. Оно было возведено по тому же типовому проекту, что и большинство цирков нашей страны, однако омские архитекторы Ю. А. Захаров, А. И. Лунин и А. И. Юмакаев внесли свои коррективы в интерьеры, придав ему индивидуальность.
Открытие нового здания цирка на центральной магистрали города - проспекте К.Маркса - состоялось 14 октября 1973 .
На площади перед цирком, а также в фойе бил небольшой фонтан.
В Омском цирке в разные годы гастролировали известнейшее советские коллективы: представители династии Запашных, медвежий цирк Валентина Филатова, легендарная Маргарита Назарова со своими тиграми, Эмиль Кио и многие другие.
В 2006 году начался капитальный ремонт здания. В 2006 г. Наумов Н. Н. возглавил Омский госцирк, где ему всего за два года удалось вывести вверенное предприятие из кризисного состояния.
В 2009 завершилась реконструкция площади перед цирком с восстановлением в её центре цветочной клумбы. До 2009 года вместимость цирка составляла 1900 мест. В этом же году здание было оснащено современным противопожарным оборудованием.
Осенью 2015 года цирк, здание которого находилось в плачевном состоянии, закрылся на реконструкцию, завершение которой было  приурочено к 300-летию Омска, в августе 2016 года. Фонтаны цирка решено восстановить, а на зелёной площадке позади здания — соорудить сафари-парк, в котором бы могли отдыхать звери-артисты и жить те, которые закончили свою цирковую карьеру.
23 сентября 2021 года директором Омского государственного цирка назначен  Виталий Викторович  Доля. Приказ о назначении опубликован на официальном сайте «Российской Государственной Цирковой Компании».
Доля В.В. имеет высшее образование в области «связей с общественностью», «государственного и муниципального управления». С 2019 года входит в резерв управленческих кадров Министерства культуры Омской области, зачислен в Президентскую программу подготовки руководителей для государственных учреждений, член Союза Журналистов РФ.
С этого же времени в Омском Государственном цирке начинает пополняться и развиваться коллекция музейных экспонатов. Дополнительно открыты несколько экспозиций, как стационарных. так и сезонных. К примеру, В Омском цирке открыли выставку в честь 100-летия Юрия Никулина, а выставка «Советский дед мороз»,  собрала более 50 раритетных экспонатов. На выставке можно увидеть фигурки главного новогоднего волшебника из ваты и пластмассы. Все они изготовлены в Советском Союзе, некоторым экспонатам уже больше 70 лет. Самая старая фигурка Деда Мороза, которая есть на выставке, изготовлена в 1951 году. А самому молодому Деду Морозу чуть больше тридцати лет, он был сделан в 1985 году.
в 2023 году Омский государственный цирк празднует знаменательную дату - 125 лет со дня основания.

## Архитектура
Изначально здание представляло собой типовой проект цирка в СССР с некоторыми доработками омских архитекторов.
По мнению главы Росгосцирка Вадима Гаглоева, Омский цирк обладает очень красивыми витражами, создающими ощущение пространства в фойе.

## Постановки
- 2010 — «Суахили»
- 2011 — «Цирк Багдасаровых»
- 2011 — «Наш добрый цирк»